# 维达丽雅洋葱

维达丽雅洋葱是一种味道偏甜的洋葱品种，根據佐治亞州的法律及联邦规章典集的規定而命名。此品種最早於1930年在佐治亞州的维达丽雅種植，可生食，常用做色拉配料。